# Eupsilocephala sulphurea
Eupsilocephala sulphurea är en tvåvingeart som beskrevs av Shaun L. Winterton 2006. Eupsilocephala sulphurea ingår i släktet Eupsilocephala och familjen stilettflugor. Inga underarter finns listade i Catalogue of Life.